# Rzeżączka

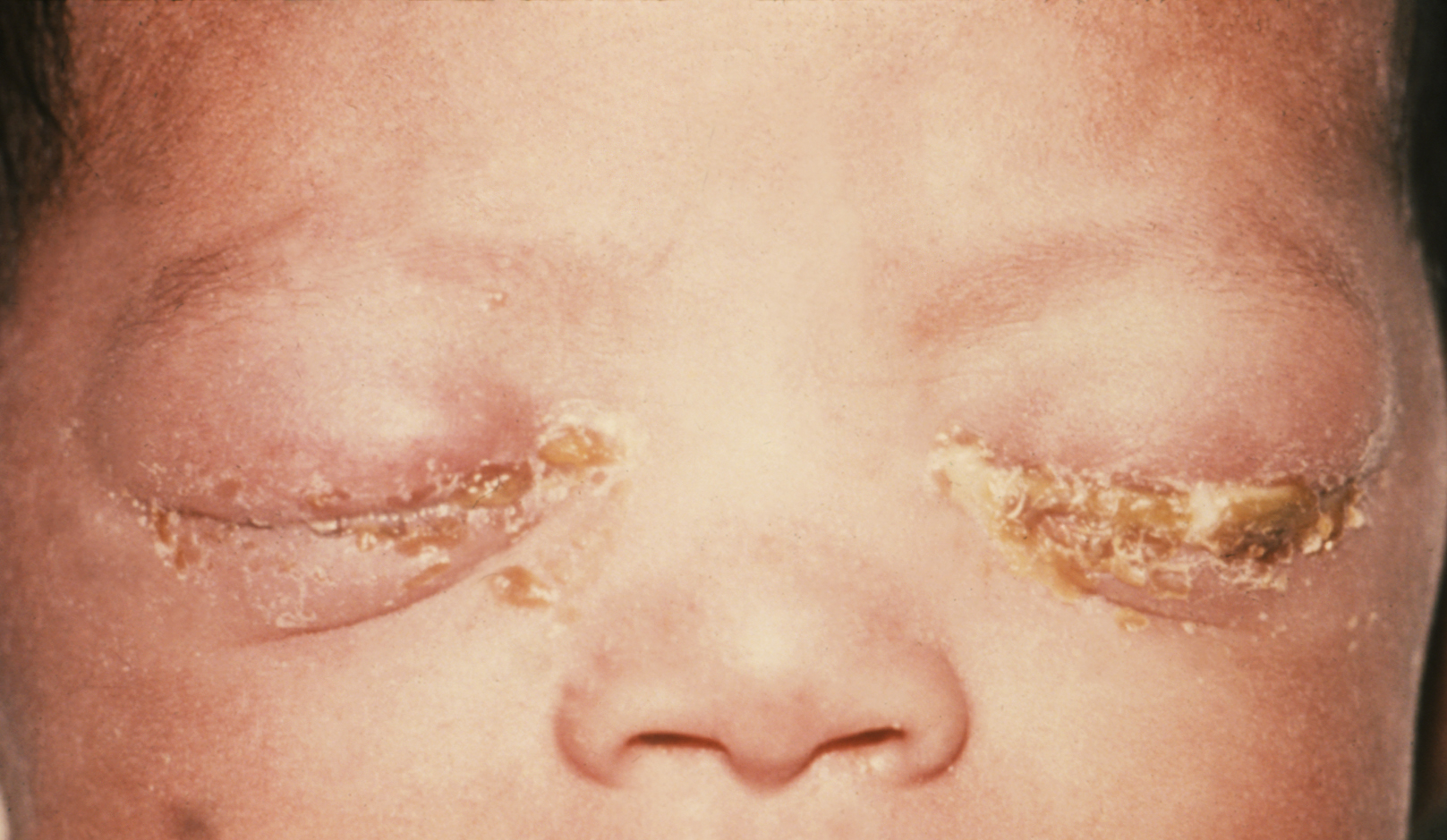
Rzeżączkowe zapalenie okolicy oczu u noworodka

Rzeżączka (gr. γονόρροια gonórrhoia, łac. gonorrhoea, co znaczy „nasieniotok”), także wiewiór, tryper  – choroba zakaźna, przenoszona drogą płciową, której czynnikiem etiologicznym jest Gram-ujemna bakteria – dwoinka rzeżączki (Neisseria gonorrhoeae).
Drogą transmisji jest kontakt seksualny z osobą zakażoną.  Do zakażenia może także dojść u noworodków w trakcie porodu od chorej matki, dlatego wszystkie kobiety są poddane testowi na nosicielstwo w trakcie ciąży. Cięcie cesarskie eliminuje transmisję. Zakażenie u dzieci prowadzi do gonokokowego zapalenia spojówek i może być przyczyną trwałego uszkodzenia wzroku.

## Transmisja
Najczęstszą drogą zakażenia się N. gonorrhoeae zarówno u dzieci, jak i dorosłych są kontakty płciowe z osobami chorymi (dotyczy obu płci). Rzeżączka jest typową chorobą przenoszoną drogą płciową (ang. Sexually Transmitted Disease, STD); wykrycie jej u osoby niepełnoletniej jest uznane za dowód wykorzystywania seksualnego (np. w Nowej Zelandii wystarczy do orzeczenia winy).  W piśmiennictwie naukowym istnieje jednak szereg opisów (udowodnionych lub domniemanych) infekcji poprzez używanie publicznych urządzeń sanitarnych, wspólnych ręczników, termometrów doodbytniczych oraz przez brudne ręce personelu medycznego. Szczególnie łatwe jest zakażenie drogą pozapłciową u małych dziewczynek (np. za pośrednictwem zakażonej gąbki, ręcznika, miednicy, nawet pościeli, poprzez zakażone sedesy). Chociaż bakteria jest wrażliwa na wysychanie i nieprzystosowana do przebywania poza organizmem człowieka, w materiale ropnym może przeżyć do kilkunastu godzin. Dobrze udokumentowane są tylko przypadki przekazywania gonokokowego zapalenia spojówek.

## Objawy

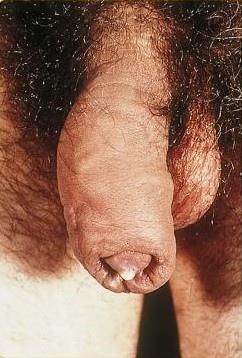
Ropny wyciek rzeżączkowy z cewki moczowej u mężczyzny.

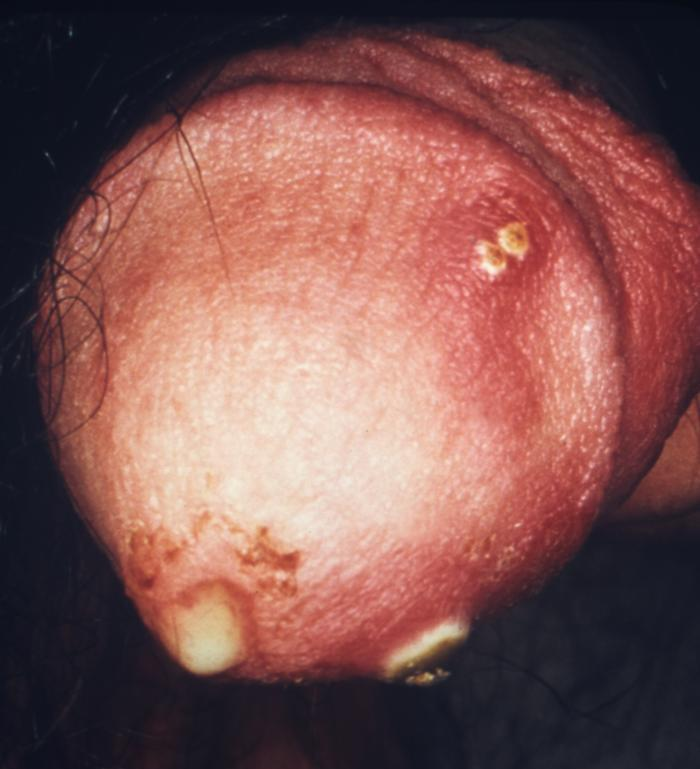
Zmiany ropne na żołędzi prącia w przebiegu rzeżączki.

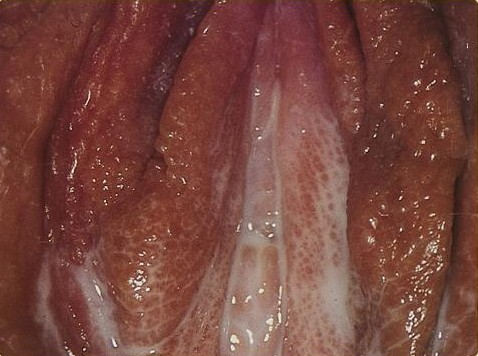
Ropny wyciek rzeżączkowy u kobiety.

- Dzieci: wycieki ropne z oczu, nieleczone doprowadzające do uszkodzenia nerwu wzrokowego a nawet wizji.
- Mężczyzna: ropny wyciek z cewki moczowej, pieczenie i ból przy oddawaniu moczu,
- Kobieta: upławy, zaburzenie cyklu miesiączkowego, obfita menstruacja.

Później zakażenie rozszerza się na cały układ moczowo-płciowy (lub odbyt, gardło), czasem drogą naczyń krwionośnych. Nieleczona prowadzi do stanów zapalnych, powstawania ropni, zapalenia jajowodów i w konsekwencji do bezpłodności, a także zmiany odległych narządów, np.: stawów, serca.

## Leczenie
Farmakoterapia: tradycyjnie za pomocą uderzeniowych dawek penicyliny podawanej domięśniowo (1–2 dni), a także leku powstrzymującego wydalanie przez nerki i zwiększającego stężenie penicyliny we krwi; obecnie (ze względu na uodpornienie się bakterii na penicylinę) często też za pomocą jednorazowej dawki cefalosporyn trzeciej generacji (cefiksym, ceftriakson) oraz chinolonów (ciprofloksacyna, ofloksacyna, lewofloksacyna). Stosowana jest też pomocniczo azytromycyna (jednorazowo 1,5 [g] = 3 tabl. po 500 [mg] dzień po podstawowym antybiotyku). Odradza się picie alkoholu, który sprzyja rozwojowi choroby.
Istotną rolę ma profilaktyka: oświata zdrowotna oraz skuteczne leczenie osób chorych i mających kontakty seksualne z osobami chorymi na rzeżączkę, zabieg Credégo u noworodków.
Najnowsze badania dowodzą, że dwoinka rzeżączki staje się oporna na antybiotyki.

## Różnicowanie
Rzeżączkę należy różnicować z nierzeżączkowymi zapaleniami cewki moczowej (NGU) spowodowanymi najczęściej przez chlamydie i Ureaplasma urealyticum.

## Klasyfikacja ICD10
| kod ICD10     | nazwa choroby |
| ------------- | --- |
| ICD-10: A54   | Rzeżączka |
| ICD-10: A54.0 | Zakażenie rzeżączkowe dolnego odcinka układu moczowo-płciowego bez ropnia gruczołów przycewkowych lub dodatkowych |
| ICD-10: A54.1 | Zakażenie rzeżączkowe dolnego odcinka układu moczowo-płciowego z ropniem gruczołów przycewkowych i dodatkowych    |
| ICD-10: A54.2 | Rzeżączkowe zapalenie otrzewnej miednicy oraz inne rzeżączkowe zakażenia układu moczowo-płciowego                 |
| ICD-10: A54.3 | Rzeżączkowe zakażenie narządu wzroku                                                                              |
| ICD-10: A54.4 | Rzeżączkowe zakażenie układu kostno-mięśniowego                                                                   |
| ICD-10: A54.5 | Rzeżączkowe zapalenie gardła                                                                                      |
| ICD-10: A54.6 | Rzeżączkowe zakażenie odbytu i odbytnicy                                                                          |
| ICD-10: A54.8 | Inne zakażenia rzeżączkowe                                                                                        |
| ICD-10: A54.9 | Zakażenie rzeżączkowe, nieokreślone                                                                               |